# Kaf (letter)
De kaf of chaf is de elfde letter uit het Hebreeuws alfabet. De letter wordt uitgesproken als de letter k of als g. Als k zoals de eerste letter van de Hebreeuwse naam Cohen: כהן. (N.B. Hebreeuws wordt van rechts naar links geschreven.) Aan het eind van het woord krijgt de letter een andere schrijfwijze, die de kaf sofiet wordt genoemd.
De letters van het Hebreeuws alfabet worden ook gebruikt voor de cijfers. De kaf is de Hebreeuwse twintig. De kaf sofiet is een ander cijfer, namelijk vijfhonderd.
א · ב · ג · ד · ה · ו · ז · ח · ט · י · כ · (ך) · ל · מ · (ם) · נ · (ן) · ס · ע · פ · (ף) · צ · (ץ) · ק · ר · ש · ת 

alef · beet · gimel · dalet · hee · waw · zajien · chet · tet · jod · kaf · -sofiet · lamed · mem · -sofiet · noen · -sofiet · samech · ajien · pee · -sofiet · tsaddie · -sofiet · koef · reesj · sjien · tav